# Hongere, Hassan
Hongere là một làng thuộc tehsil Hassan, huyện Hassan, bang Karnataka, Ấn Độ.